# Rennrodel-Weltmeisterschaften 1981
Die Rennrodel-Weltmeisterschaften 1981 fanden vom 6. bis 8. Februar 1981 in Hammarstrand in Schweden statt.

## Einsitzer der Frauen
| Platz | Land | Sportlerin        | Zeit    | Laufzeiten                    |
| ----- | ---- | ----------------- | ------- | ----------------------------- |
| 1     | GDR  | Melitta Sollmann  | 2:42,72 | 40,74 / 40,70 / 40,52 / 40,75 |
| 2     | GDR  | Cerstin Schmidt   | 2:42,88 | 40,75 / 40,65 / 40,61 / 40,85 |
| 3     | URS  | Vera Zozuļa       | 2:43,73 | 40,86 / 40,86 / 40,99 / 41,01 |
| 4     | GDR  | Ilona Brand       | 2:44,37 |                               |
| 5     | URS  | Ingrīda Amantova  | 2:44,56 |                               |
| 6     | TCH  | Mária Jasenčáková | 2:46,18 |                               |

Weitere Reihenfolge
| Platz | Sportlerin              | Land |
| ----- | ----------------------- | ---- |
| 7     | Angelika Schafferer     | AUT  |
| 8     | Petra Zillich           | FRG  |
| 9     | Gabriele Gerber         | FRG  |
| 10    | Monika Auer             | ITA  |
| 11    | Eleonora Tscheremissina | SUN  |
| 12    | Annelie Näsström        | SWE  |
| 13    | Annefried Göllner       | AUT  |
| 14    | Teresa Kruczek          | POL  |
| 15    | Elisabeth Mayregger     | AUT  |
| 16    | Lotta Dahlberg          | SWE  |
| 17    | Dajana Mavrakovic       | YUG  |
| 18    | Donna Burke             | USA  |
| 19    | Bridget Morgan          | USA  |
| 20    | Elisabeth Andersson     | SWE  |
| 21    | Agnes Maag              | CHE  |
| 22    | Brigitte Kuhn           | CHE  |
| DNF   | Maria-Luise Rainer      | ITA  |

## Einsitzer der Männer
| Platz | Land | Sportler        | Zeit    | Laufzeiten                    |
| ----- | ---- | --------------- | ------- | ----------------------------- |
| 1     | URS  | Sergei Danilin  | 2:56,02 | 44,16 / 44,01 / 43,94 / 43,91 |
| 2     | GDR  | Michael Walter  | 2:56,35 | 44,24 / 44,08 / 44,09 / 43,93 |
| 3     | ITA  | Ernst Haspinger | 2:56,88 | 44,21 / 44,22 / 44,13 / 44,11 |
| 4     | ITA  | Hansjörg Raffl  | 2:57,00 |                               |
| 5     | GDR  | Bernhard Glass  | 2:57,42 |                               |
| 6     | AUT  | Albert Graf     | 2:58,47 |                               |
| 7     | GDR  | Uwe Handrich    | 2:58,51 |                               |
| 8     | GDR  | Rainer Krell    | 2:58,79 |                               |

Weitere Reihenfolge
| Platz | Sportler             | Land |
| ----- | -------------------- | ---- |
| 9     | Karl Brunner         | ITA  |
| 10    | Michail Sawjalow     | SUN  |
| 11    | Wladimir Tereschenko | SUN  |
| 12    | Georg Fluckinger     | AUT  |
| 13    | Sergej Pljassunow    | SUN  |
| 14    | Thomas Rzeznizok     | FRG  |
| 15    | Gerhard Böhmer       | FRG  |
| 16    | Oesten Nilsson       | SWE  |
| 17    | Wolfgang Schädler    | LIE  |
| 18    | Stefan Kjernholm     | SWE  |
| 19    | Otto Mayregger       | AUT  |
| 20    | Gerhard Sandbichler  | AUT  |
| 21    | Svein Romstad        | NOR  |
| 22    | Stanislav Ptáčník    | CSK  |
| 23    | Asle Strand          | NOR  |
| 24    | Klaus Rosenberger    | FRG  |
| 25    | Fredrik Wickman      | SWE  |
| 26    | Johannes Schettel    | FRG  |
| 27    | Helmut Brunner       | ITA  |
| 28    | Frode Knudsen        | NOR  |
| 29    | Lennart Lindskog     | SWE  |
| 30    | Bruce Smith          | CAN  |
| 31    | Zdeněk Strnad        | CSK  |
| 32    | Zoran Bracovic       | YUG  |
| 33    | Mark Jensen          | CAN  |
| 34    | Frank Masley         | USA  |
| 35    | Marek Skowronski     | POL  |
| 36    | Toni Habjan          | YUG  |
| 37    | Terry Morgan         | USA  |
| 38    | Wojciech Kania       | POL  |
| 39    | Dan Comsa            | ROU  |
| 40    | Petr Kinzel          | CSK  |
| 41    | Timothy Nardiello    | USA  |
| 42    | Franz Pikon          | YUG  |
| 43    | Pierre Lachenal      | FRA  |
| 44    | Michael Flueeler     | CHE  |
| 45    | Jean-Loup Denarie    | FRA  |
| 46    | Ronald Rossi         | USA  |
| DNF   | Constantin Raducanu  | ROU  |
| DNF   | Huang Liu-Chong      | TPE  |

## Doppelsitzer der Männer
| Platz | Land | Sportler                             | Laufzeiten |               |
| ----- | ---- | ------------------------------------ | ---------- | ------------- |
| 1     | GDR  | Bernd Hahn Ulrich Hahn               | 1:20,26    | 40,15 / 40,11 |
| 2     | GDR  | Bernd Oberhoffner Jörg-Dieter Ludwig | 1:20,60    | 40,19 / 40,41 |
| 3     | FRG  | Hans Stanggassinger Anton Wembacher  | 1:20,80    | 40,25 / 40,55 |
| 4     | AUT  | Günther Lemmerer Rainer Sulzbacher   | 1:21,27    |               |
| 5     | URS  | Juris Eisaks Einars Veikcha          | 1:21,80    |               |
| 6     | ITA  | Hansjörg Raffl Karl Brunner          | 1:22,02    |               |

Weitere Reihenfolge
| Platz | Sportler                             | Land |
| ----- | ------------------------------------ | ---- |
| 7     | Michail Sawjalow, Igor Petrow        | SUN  |
| 8     | Bernhard Kammerer, Walter Brunner    | ITA  |
| 9     | Marek Skowronski, Wojciech Kania     | POL  |
| 10    | Dan Comșa, Constantin Raducanu       | ROU  |
| 11    | Stefan Kjernholm, Kenneth Holm       | SWE  |
| 12    | Zdeněk Strnad, Petr Kinzel           | CSK  |
| 13    | Georg Fluckinger, Franz Wilhelmer    | AUT  |
| 14    | Frank Masley, Timothy Nardiello      | USA  |
| 15    | Terry Morgan, Bo Jamison             | USA  |
| DNF   | Johannes Schettel, Balthasar Schwarm | FRG  |
| DSQ   | Östen Nilsson, Finn Sollen           | SWE  |

## Medaillenspiegel
| Platz | Land                            | Gold | Silber | Bronze | Gesamt |
| ----- | ------------------------------- | ---- | ------ | ------ | ------ |
| 1     | Deutsche Demokratische Republik | 2    | 3      | 0      | 5      |
| 2     | Sowjetunion                     | 1    | 0      | 1      | 2      |
| 3     | BR Deutschland                  | 0    | 0      | 1      | 1      |
| 3     | Italien                         | 0    | 0      | 1      | 1      |